# 香港預備組聯賽
香港預備組聯賽（英文：Hong Kong Reserve Division League）是由香港超級聯賽球隊的預備組球員組成，成立於1956年，首屆冠軍由中華奪得。至今奪冠次數最多的是愉園，一共奪冠 11 次。此聯賽並沒有升降制。2020年因新冠疫情下中途腰斬，於2022-23球季起再次舉行。

## 賽制
根據香港足球總會聯賽章則，每組別之排名將根據下列先後情況決定：
1. 於聯賽賽事中，獲得較多分數之球會排名較高
2. 若於同一組別或分組中，兩支或以上球會於聯賽排名榜中獲得相同分數，則根據有關球會對賽成績決定。而
對賽成績之排名方法，則根據下列優先次序排名：
  1. 相關球隊的對賽積分
  2. 相關球隊的對賽得失球差
  3. 相關球隊的對賽得球
3. 若仍然未能分出排名，則聯賽榜得失球差較高之球會排名較高
4. 若得失球仍然相同，聯賽榜得球較多者排名較高

## 常用球場
- 石硤尾公園
- 九龍灣公園
- 天業路公園
- 湖山遊樂場

## 歷屆冠軍
以下資料根據《香港足球總會九十週年紀念特刊》及歷年《香港足球總會年報》。
- 1956–57：中華
- 1957–58：南華
- 1958–59：星島
- 1959–60：南華
- 1960–61：南華
- 1961–62：星島
- 1962–63：傑志
- 1963–64：南華
- 1964–65：警察
- 1965–66：警察
- 1966–67：警察
- 1967–68：警察
- 1968–69：怡和
- 1969–70：消防
- 1970–71：怡和
- 1971–72：愉園
- 1972–73：愉園
- 1973–74：光華
- 1974–75：光華
- 1975–76：東昇
- 1976–77：愉園
- 1977–78：市政
- 1978–79：愉園
- 1979–80：港會
- 1980–81：精工
- 1981–82：荃灣
- 1982–83：精工
- 1983–84：愉園
- 1984–85：東昇
- 1985–86：東方
- 1986–87：南華
- 1987–88：停辦
- 1988–89：停辦
- 1989–90：南華
- 1990–91：麗新
- 1991–92：愉園
- 1992–93：愉園
- 1993–94：快譯通
- 1994–95：東方
- 1995–96：快譯通
- 1996–97：好易通
- 1997–98：流浪
- 1998–99：星島
- 1999–00：流浪
- 2000–01：南華
- 2001–02：澎馬流浪
- 2002–03：澎馬流浪
- 2003–04：晨曦
- 2004–05：愉園
- 2005–06：愉園
- 2006–07：愉園
- 2007–08：南華
- 2008–09：四海
- 2009–10：四海流浪
- 2010–11：四海流浪
- 2011–12：標準流浪
- 2012–13：標準流浪
- 2013–14：標準流浪
- 2014–15：太陽飛馬
- 2015–16：標準流浪
- 2016–17：標準灝天
- 2017–18：和富大埔
- 2018–19：佳聯元朗
- 2019–20：愉園
- 2020–21：因新冠肺炎疫情腰斬
- 2021–22：停辦
- 2022–23：傑志